# Elckerlyc (1975)
Elckerlyc is een Nederlandse speelfilm uit 1975 van Jos Stelling met in de hoofdrollen George Bruens en Lucie Singeling.
Het scenario van de film is geïnspireerd door Elckerlijc, een 15e-eeuwse moraliteit of zinnespel van een onbekende schrijver. Stelling gaf echter een eigen draai aan het verhaal. De kritiek was zeer te spreken over de film, die echter in de bioscoop minder succesvol was dan zijn voorganger Mariken van Nieumeghen.

## Het verhaal
Elckerlyc is een man zonder scrupules in de middeleeuwen. Voor hem is geen misdaad te erg en hij kent nauwelijks het verschil tussen goed en kwaad. Hij is dan ook een rasechte misantroop. Tot hij op een dag verliefd wordt op een arm meisje dat heel eenzaam onder een brug leeft. Ook het meisje vindt Elckerlyc heel aardig. Zijn geluk is echter van korte duur, want de volgende morgen wordt het meisje gewurgd door de plaatselijke dorpsgek (de Dwaas). Dit drijft Elckerlyc tot waanzin en hij wreekt zich op iedereen. Dit doet hij door allereerst met de Bourgondische hertogin te trouwen zodat hij hertog wordt, vervolgens koopt hij een tovenaar om die hem een magisch instrument geeft waarmee hij over dood en leven van iedereen kan beslissen. Iedere dag doodt Elckerlyc wel een mens of twee. De eerste die gaat is de Dwaas. Als Elckerlyc een schilder opdracht geeft om God te schilderen als een vreselijk monster (want zo ziet hij God tenminste), komt hij diezelfde dag nog ongelukkig aan zijn einde doordat een sport van een ladder waar hij op stond brak. Hierdoor komt hij in de hel terecht en moet hij daar de processen en terechtstellingen van iedereen nadoen.

## Rolverdeling
| Acteur           | Personage        |
| ---------------- | ---------------- |
| George Bruens    | Elckerlyc        |
| Lucie Singeling  | Het Meisje       |
| Geert Tijssens   | De Schilder      |
| Jan van de Steen | De Dwaas         |
| Nel de Vries     | Elckerlycs vrouw |

## Scenario
Stelling wendde zich voor zijn tweede speelfilm weer tot de Middeleeuwen, en wel de moraliteit Elckerlijc. Een moraliteit is een middeleeuws toneelspel waarbij de spelers volkstaal hanteren. De personages in een moraliteit zijn allegorische personages zoals 'de deugd', 'de dood', 'de biecht', of  'de schoonheid'. Doel van de moraliteit was de toeschouwers een morele les te leren.
De moraal van Elckerlijc was dat mens zuiver voor God moest verschijnen. In het oorspronkelijke verhaal beklaagt God zich over de verdorvenheid van de mensheid en vraagt de Dood hem te helpen, iedereen (=Elckerlijc) moet verantwoording gaan afleggen voor zijn leven. Hiervoor moet men een pelgrimage ondernemen, een allegorie op de aankondiging van het sterven van de mens. Dat de mens verdorven is, blijkt wel uit het feit dat Elckerlijc de Dood probeert om te kopen. De Dood weigert en stuurt Elckerlijc op reis (zijn pelgrimage), al wordt hem toegestaan reisgenoten mee te nemen. Als Elckerlijc aan Gheselscap, Maghe, Neve (vrienden en bloedverwanten) en Tgoet (het bezit, geld en goederen) vraagt hem te vergezellen, vluchten die weg als ze het doel van de reis leren kennen. Wie wel mee wil de Deugd, al is die aanvankelijk te zwak. Als Deugd is aangesterkt, komen ook Scoenheit (schoonheid), Vroetscap (wijsheid). Cracht en Vijf Sinnen (zintuigen) mee. Bij het graf van Elckerlijc aangekomen verlaat iedereen hem, behalve de Deugd. Als Elckerlijc ten slotte sterft, voert een engel zijn ziel naar de hemel. Elckerlijc was een bekend verhaal dat over heel Europa werd opgevoerd. In Engeland bijvoorbeeld heette het Everyman. Stelling nam elementen van het verhaal over maar zijn Elckerlyc is een ander personage dan in het oorspronkelijke zinnespel. Wel handhaafde hij de oorspronkelijke verhaallijn, een mens die iedereen kan zijn en die op zijn levenreis gaat onder invloed van de onherroepelijke dood. Hij voegde andere allegorische personages in zoals 'de Dwaas', 'de Schilder' en 'het Meisje' en gebruikt zijn eigen symboliek, zoals de ezel op de schouder van Elckerlyc. Stelling was een aanhanger van de manier van filmen die in Italië en Frankrijkheel gewoon is. Veel kleur, overvloedige beeldtaal en theater. Het beeld is belangrijker dan de inhoud. Niet voor niets zijn het katholieke landen, waarbij het katholieke geloof zichzelf ook kleurrijker representeert dan bijvoorbeeld het protestante geloof. Volgens Stelling beheerst het calvinisme ook de manier van filmen in Nederland, waarbij elk beeld in het kader van het verhaal moet staan en er geen plaats is voor beeldend vertellen zoals Fellini dat bijvoorbeeld doet. De Elckerlyc van Stelling is een gewone levensgenieter die krankzinnig wordt als zijn vriendinnetje wordt vermoord en vervolgens op een afschuwelijke manier wraak neemt. Dit levert een groot aantal absurdistische scènes op die geheel in de tradities van zijn voorbeelden als Fellini prachtig in beeld worden gebracht.

## Productie
Net als bij Mariken van Nieumeghen maakte Stelling weer gebruik van amateurs om de rollen in zijn film in te vullen. Overigens was hij vrij snel na de opnames van Mariken van Nieumeghen begonnen met de opnames voor Elckerlyc. Hij werkte snel en was al bijna klaar met de opnames van zijn tweede film toen 'Mariken' nog werd gemonteerd. Weer had Stelling, als autodidact, zich niets aangetrokken van de ongeschreven wetten van de normale filmwereld en zijn eigen stempel gedrukt op de film.

## Ontvangst
Critici vonden dat Stelling met Elckerlyc erin geslaagd was een betere film neer te zetten dan Mariken van Nieumeghen, al miste men de ongetemde kracht van laatstgenoemde productie. De beeldtaal van de regisseur werd geprezen, maar men vond het geheel te oppervlakkig. Andere landen waren minder kritisch en Elckerlyc was succesvoller in het buitenland dan in Nederland.